# Mansfield, Connecticut
Mansfield är en kommun (town) i Tolland County i delstaten Connecticut, USA med cirka 20 720 invånare (2000). Den har enligt United States Census Bureau en area på 117,8 km².